# Mala Trnovitica
Mala Trnovitica falu Horvátországban Belovár-Bilogora megyében. Közigazgatásilag Velika Trnoviticához tartozik.

## Fekvése
Belovártól légvonalban 22, közúton 28 km-re délkeletre, községközpontjától 3 km-re északnyugatra, a Monoszlói-hegység keleti lejtői alatt fekszik.

## Története
Trnovitica története a középkorig nyúlik vissza. Története során Mala Trnovitica nagyrészt az egységes Trnovitica részeként, a 18. századtól azonban egyre többször önállóan jelenik meg. Trnoviticát már a 12. századtól említik az írásos források, amikor Belus szlavón bán birtoka volt. A bán nagy tisztelője volt a Zágráb közelében található goricai Szűz Mária kolostor szerzeteseinek, akiket itteni birtokára is meghívott. Valószínűleg ők alapították a trnoviticai Szent Márton templomot is. A török a 16. század közepén (Garics várának eleste 1544.) foglalta el ezt a területet, mely ezután több mint száz évig lakatlan maradt.
A török uralom után a területre a 17. századtól folyamatosan telepítették be a keresztény lakosságot. A 17. század közepén elsősorban a Lonja és a Szávamentéről, majd később Zengg és Lika vidékéről települt be a katolikus horvát lakosság. A település 1774-ben az első katonai felmérés térképén „Dorf Mala Ternovicza” néven szerepel. A Horvát határőrvidék részeként a Kőrösi ezredhez tartozott. Lipszky János 1808-ban Budán kiadott repertóriumában az akkor egységes települést „Ternoviticza” néven találjuk.  
Nagy Lajos 1829-ben kiadott művében ugyancsak „Ternoviticza” néven 211 házzal, 1112 katolikus vallású lakossal találjuk. A település 1809 és 1813 között francia uralom alatt állt.
A katonai közigazgatás megszüntetése után Magyar Királyságon belül Horvátország része, Belovár-Kőrös vármegye Garesnicai járásának része lett. Mala Trnovitica  településnek 1890-ben 264, 1900-ban 293 lakosa volt. Lakói mezőgazdaságból, állattartásból éltek. 1918-ban az új szerb-horvát-szlovén állam, majd később Jugoszlávia része lett. 1941 és 1945 között a németbarát Független Horvát Államhoz, majd a háború után a szocialista Jugoszláviához tartozott. A háború után a fiatalok elvándorlása miatt lakossága folyamatosan csökkent. 1991-től a független Horvátország része. 1991-ben lakosságának 89%-a horvát nemzetiségű volt. A délszláv háború idején mindvégig horvát kézen maradt. 2011-ben a településnek 58 lakosa volt.

## Lakossága
| Lakosság változása | Lakosság változása | Lakosság változása | Lakosság változása | Lakosság változása | Lakosság változása | Lakosság változása | Lakosság változása | Lakosság változása | Lakosság változása | Lakosság változása | Lakosság változása | Lakosság változása | Lakosság változása | Lakosság változása | Lakosság változása |
| ------------------ | ------------------ | ------------------ | ------------------ | ------------------ | ------------------ | ------------------ | ------------------ | ------------------ | ------------------ | ------------------ | ------------------ | ------------------ | ------------------ | ------------------ | ------------------ |
| 1857               | 1869               | 1880               | 1890               | 1900               | 1910               | 1921               | 1931               | 1948               | 1953               | 1961               | 1971               | 1981               | 1991               | 2001               | 2011               |
| 0                  | 0                  | 0                  | 264                | 293                | 0                  | 0                  | 0                  | 257                | 254                | 216                | 177                | 132                | 82                 | 76                 | 58                 |

(1857 és 1880, valamint 1910 és 1931 között lakosságát az egységes Trnoviticához számították.)

## Nevezetességei
- A falutól 1 km-re északnyugatra, a Sječa-erdőben a Rakov és Jakobova-patakok összefolyásánál a „Gradište” nevű helyen középkori vár maradványai találhatók. Ma is jól kivehető az a domb amin egykor a vár állt az egykori várárok nyomaival. A régészeti lelőhelyet a középkori forrásokban is említett Garignica várával azonosítják. A várat 1447-ben kezdte építeni Pekri Miklós fia László. 1456-ban Nagy Simon megostromolta, Vitovec János vicebán pedig visszafoglalta. További sorsa nem ismert, valószínűleg a török időkben pusztult el.
- A Jakobova-pataktól keletre egy „Gradine” nevű hely is található, ahol ugyancsak középkori vár maradványait feltételezik, de ennek látható felszíni nyomai nincsenek. Talán az 1447-től említett Nerjuk várával azonos, mely a décsei Roh család birtoka volt.
- Római katolikus kápolnája.